# Музей Маргариты
«Музей Маргариты» (англ. Margaret's Museum) — британо-канадский драматический фильм 1995 года, снятый режиссёром Мортом Рансеном по мотивам романа Шелдона Керри «Музей шахтёров в Глейс-Бэй». Главные роли исполнили Хелена Бонем Картер, Клайв Расселл, Крэйг Олейник и Кейт Неллиган. Фильм получил «Золотую раковину», главный приз кинофестиваля в Сан-Себастьяне.

## Сюжет
Действие фильма разворачивается в 1940-х годах и повествует о молодой девушке, живущей в угледобывающем городке, где смерть мужчин от несчастных случаев в шахтах стала почти рутиной. Маргарет Макнил уже потеряла отца и старшего брата и для неё жизнь в одиночестве кажется предпочтительнее брака, пока не появляется очаровательный Нил Карри. Против воли её жестокой матери они женятся, но вскоре финансовые проблемы приводят к тому, что Нил устраивается на работу в подполье. Его смерть в шахте вместе с её младшим братом доводит Маргарет до психического срыва. Она решает создать специальный музей памяти всех тех, кто погиб в результате ужасных условий.

## В ролях
- Хелена Бонем Картер — Маргарет Макнил
- Клайв Расселл — Нил Кьюрри
- Крэйг Олейник — Джимми Макнил
- Кейт Неллиган — Кетрин Макнил
- Кеннет Уэлш — Ангус Макнил

## Производство
Съёмки проводились по большей части в Новой Шотландии, Канада, а также частично в Эдинбурге и Мидлотиане, Великобритания.
Для 14-летнего актёра Крэйга Олейника (уроженца Новой Шотландии) это была дебютная роль в кино.

## Отзывы
Роджер Эберт сравнивал начальные кадры фильма с картиной художника Эндрю Уайета.
Джанет Маслин, критик из газеты The New York Times, дала фильму положительную оценку, похвалив его атмосферу и хорошую игру актёров.
Брендан Келли из журнала Variety отметил, что работа оператора Вика Сарина помогла реалистично изобразить Новую Шотландию 40-х годов, а также неплохой саундтрек, вдохновлённый кельтской музыкой.